# 찰리 페이스
찰리 페이스(Charlie Pace)는 미국 ABC의 드라마 《로스트》의 등장인물로, 도미닉 모나한(Dominic Monaghan)이 연기하였다.
형 리엄과 함께 록 밴드 드라이브섀프트(DriveShaft)의 멤버로 활동하였다.